# Rolf Rohrberg
Rolf Rohrberg (26 december 1920 - 20 februari 1976) was een Duits voetballer. 

## Biografie
Rohrberg begon zijn carrière bij Büssing Braunschweig, een bedrijfsteam. In 1939 maakte hij de overstap naar VfB Peine, waarvor hij niet vaak in actie kwam omdat hij soldaat werd. Tijdens de Tweede Wereldoorlog speelde hij voor meerdere teams, waar hij gestationeerd was. In 1940 werd hij met VfB Königsberg kampioen van de Gauliga Ostpreußen. Het volgende seizoen trad hij aan voor LSV Stettin, waarmee hij de titel in de Gauliga Pommern won. In de heenwedstrijd van de finale scoorde hij een hattrick tegen SV Germania Stolp. Na de oorlog speelde hij enkele jaren voor Eintracht Braunschweig en verkast ein 1949 naar Hamburger SV, waar hij drie jaar op rij mee de Oberliga Nord won. Hij beëindigde zijn carrière bij Eimsbütteler TV. Na zijn spelerscarrière werd hij ook nog trainer. 